# Campionat d'Europa de Pitch and Putt 2007
El Campionat d'Europa de Pitch and Putt disputat l'any 2007 a Chia (Sardenya) va ser organitzat per l'Associació Italiana de Pitch and Putt, sota les directrius de l'Associació Europea de Pitch and Putt (EPPA), i va comptar amb la participació de 10 seleccions nacionals. La selecció d'Irlanda va guanyar per cinquena vegada consecutiva.

## Equips
| Irlanda | Irlanda          |
| ------- | ---------------- |
|         | Ray Murphy       |
|         | Liam O'Donovan   |
|         | Derek Courtney   |
|         | Paul O'Brien     |
|         | William Buckley  |
|         | Sean Downes      |
|         | Paddy Browe (cp) |

| Catalunya | Catalunya           |
| --------- | ------------------- |
|           | Marc Lloret         |
|           | Joan Poch           |
|           | Fernando Cano       |
|           | Jordi Serra         |
|           | David Solé          |
|           | Daniel Coleman      |
|           | Xavier Ponsdomènech |

| Gran Bretanya | Gran Bretanya    |
| ------------- | ---------------- |
|               | John Deeble      |
|               | Steve Deeble     |
|               | Anthony O'Brien  |
|               | Geoff Unwin      |
|               | Ashley Hendricks |
|               | Blaise Fernandes |
|               | Rone Cope (cp)   |

| Països Baixos | Països Baixos         |
| ------------- | --------------------- |
|               | Rolf Kwant            |
|               | Patrick Lunning       |
|               | Karl Bergh            |
|               | Lennart Swennenhuis   |
|               | Jan Tijhuis           |
|               | Henrik Koetsier       |
|               | R.Huberts /M.Lutterop |

| Andorra | Andorra           |
| ------- | ----------------- |
|         | Antoni Armengol   |
|         | Marc Armengol     |
|         | Guillem Escabrós  |
|         | Ivan Sanz         |
|         | Ferran da Silca   |
|         | Francesc Gaset    |
|         | Antonio Sanz (cp) |

| Noruega | Noruega                |
| ------- | ---------------------- |
|         | Anders Chr. Juel       |
|         | Anders Olsen           |
|         | Torbjorn S.B. Johansen |
|         | Leif Morten Hagen      |
|         | Edvard Hatle           |
|         | Pal Andre Haugan       |
|         | Anders Chr.Juel (cp)   |

| Itàlia | Itàlia               |
| ------ | -------------------- |
|        | Enrico Ciuffarella   |
|        | Angelo Fusco         |
|        | Luigi Jannuzzellu    |
|        | Alessandro Menna     |
|        | Paolo Peretti        |
|        | Alberto Viotto       |
|        | Fabrizio Frassoldati |

| França | França               |
| ------ | -------------------- |
|        | Jean-Claude Richard  |
|        | Jean-Louis Olesiak   |
|        | Christian Auziere    |
|        | Joel Dehove          |
|        | Adrien Delcausse     |
|        | Jean-Michel Biau     |
|        | B. Dinnat /J. Hudson |

| San Marino | San Marino             |
| ---------- | ---------------------- |
|            | Giulio Caramaschi      |
|            | Emanuele Vannucci      |
|            | Massimo Lazzari        |
|            | Loris Riccardi         |
|            | Marco Galassi          |
|            | Ermanno Vergnani       |
|            | Giulio Caramaschi (cp) |

| Suïssa | Suïssa           |
| ------ | ---------------- |
|        | Bruno Zappa      |
|        | Ueli Lamm        |
|        | Giosuè Capone    |
|        | Marco Bernardini |
|        | Bebbi Frisella   |
|        | Claudio Spescha  |
|        | Ueli Lamm (cp)   |

## Ronda de qualificació
| 36 forats de qualificació |               |     |
| 1.                        | Irlanda       | 497 |
| 2.                        | Catalunya     | 505 |
| 3.                        | Països Baixos | 522 |
| 4.                        | França        | 534 |
| 5.                        | Gran Bretanya | 537 |
| 6.                        | Itàlia        | 544 |
| 7.                        | Andorra       | 550 |
| 8.                        | Noruega       | 550 |
| 9.                        | San Marino    | 583 |
| 10.                       | Suïssa        | 584 |
| * 5 millors resultats     |               |     |

## Quadre pel títol
|  | Quarts de final | Quarts de final | Quarts de final |           |               | Semifinals    | Semifinals | Semifinals |  |  | Final | Final   | Final |
|  |                 |                 |                 |           |               |               |            |            |  |  |       |         |       |
|  | 1               | Irlanda         | 8,5             |           |               |               |            |            |  |  |       |         |       |
|  | 8               | Noruega         | 0,5             |           |               |               |            |            |  |  |       |         |       |
|  | 8               | Noruega         | 0,5             |           | 1             | Irlanda       | 7,5        |            |  |  |       |         |       |
|  |                 |                 |                 |           | 1             | Irlanda       | 7,5        |            |  |  |       |         |       |
|  |                 | 5               | Gran Bretanya   | 1,5       |               |               |            |            |  |  |       |         |       |
|  | 5               | 5               | Gran Bretanya   | 1,5       | Gran Bretanya | 4,5*          |            |            |  |  |       |         |       |
|  | 5               |                 |                 |           | Gran Bretanya | 4,5*          |            |            |  |  |       |         |       |
|  | 4               | França          | 4,5             |           |               |               |            |            |  |  |       |         |       |
|  |                 |                 |                 |           |               |               |            |            |  |  | 1     | IRLANDA | 6,5   |
|  |                 |                 | 2               | Catalunya | 2,5           |               |            |            |  |  |       |         |       |
|  | 3               | Països Baixos   | 6               |           |               |               |            |            |  |  |       |         |       |
|  | 6               | Itàlia          | 3               |           |               |               |            |            |  |  |       |         |       |
|  | 6               | Itàlia          | 3               |           | 3             | Països Baixos | 2          |            |  |  |       |         |       |
|  |                 |                 |                 |           | 3             | Països Baixos | 2          |            |  |  |       |         |       |
|  |                 | 2               | Catalunya       | 7         |               |               |            |            |  |  |       |         |       |
|  | 7               | 2               | Catalunya       | 7         | Andorra       | 0             |            |            |  |  |       |         |       |
|  | 7               |                 |                 |           | Andorra       | 0             |            |            |  |  |       |         |       |
|  | 2               | Catalunya       | 9               |           |               |               |            |            |  |  |       |         |       |

| Quarts de final |         |         |                      |
| Irlanda         | 8,5-0,5 | Noruega | 20 d'octubre de 2007 |

| Quarts de final |          |               |                      |
| França          | 4,5-4,5* | Gran Bretanya | 20 d'octubre de 2007 |

| Quarts de final |     |        |                      |
| Països Baixos   | 6-3 | Itàlia | 20 d'octubre de 2007 |

| Quarts de final |     |         |                      |
| Catalunya       | 9-0 | Andorra | 20 d'octubre de 2007 |

| 5-8 llocs |         |         |                      |
| França    | 3,5-5,5 | Noruega | 20 d'octubre de 2007 |

| 5-8 llocs |         |         |                      |
| Itàlia    | 2,5-6,5 | Andorra | 20 d'octubre de 2007 |

| Semifinals |         |               |                      |
| Irlanda    | 7,5-1,5 | Gran Bretanya | 20 d'octubre de 2007 |

| Semifinals |     |               |                      |
| Catalunya  | 7-2 | Països Baixos | 20 d'octubre de 2007 |

| 7è i 8è llocs |     |        |                      |
| França        | 4-5 | Itàlia | 21 d'octubre de 2007 |

| 5è i 6è llocs |     |         |                      |
| Andorra       | 5-4 | Noruega | 21 d'octubre de 2007 |

| 3r i 4t llocs |          |               |                      |
| Països Baixos | 4,5-4,5* | Gran Bretanya | 21 d'octubre de 2007 |

| FINAL   |         |           |                      |
| Irlanda | 6,5-2,5 | Catalunya | 21 d'octubre de 2007 |

| Irlanda          |
| Campions IRLANDA |

## Classificació final
| Classificació final | Classificació final |
| ------------------- | ------------------- |
| 1                   | Irlanda             |
| 2                   | Catalunya           |
| 3                   | Gran Bretanya       |
| 4                   | Països Baixos       |
| 5                   | Andorra             |
| 6                   | Noruega             |
| 7                   | Itàlia              |
| 8                   | França              |
| 9                   | San Marino          |
| 10                  | Suïssa              |